# Antonín Vojáček (děkan)

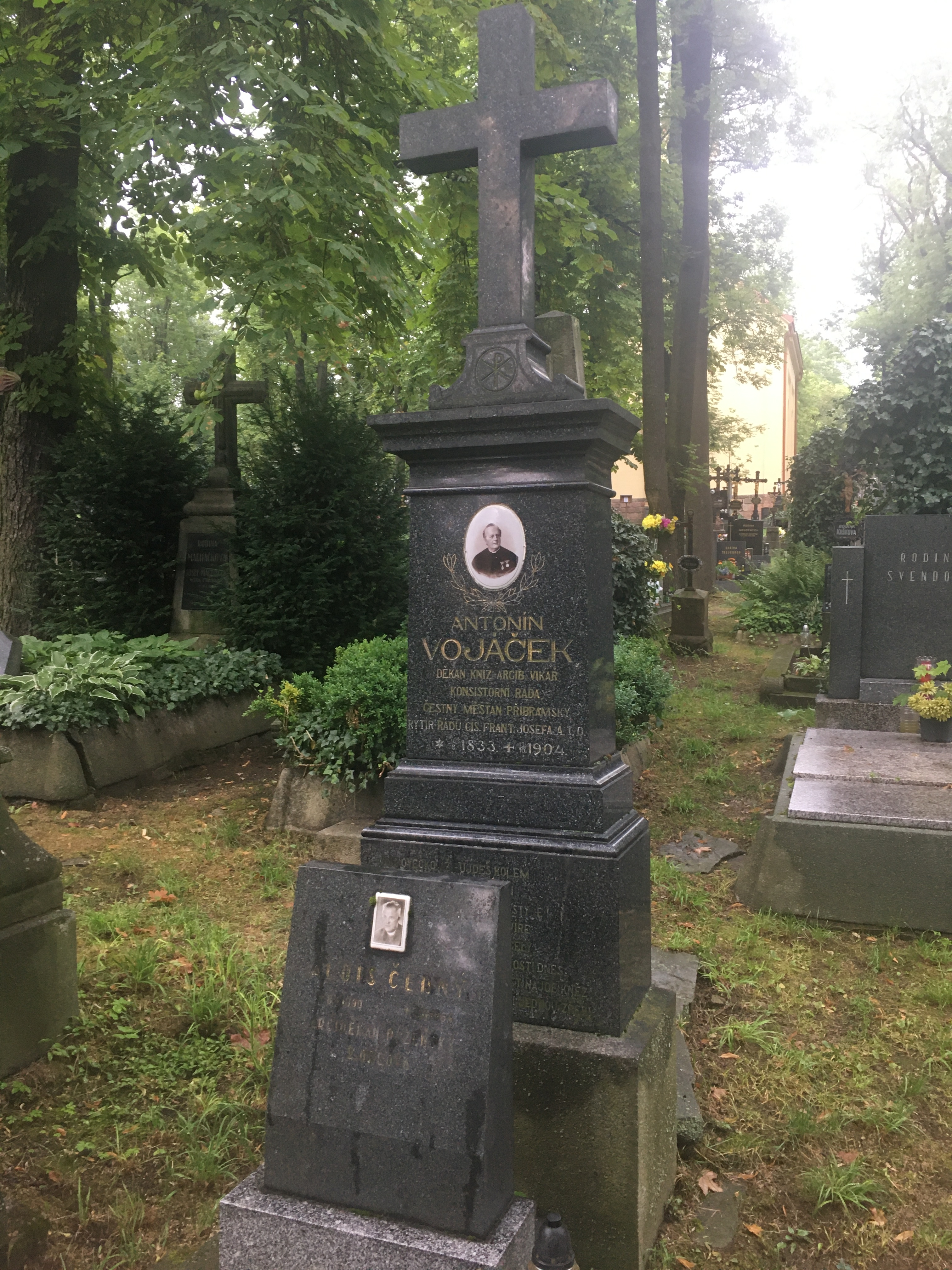
Hrob Antonína Vojáčka v Příbrami

Antonín Vojáček (10. června 1833 Milostín– 13. října 1904 Příbram) byl český katolický děkan, náměstek starosty a čestný občan města Příbrami.
Narodil se do rodiny sedláka Františka Vojáčka a jeho ženy Marie v Milostíně na Rakovnicku. Na kněze byl vysvěcen 2. srpna 1857 a od té doby působil v Příbrami – jako kaplan, katecheta a od roku 1873 jako děkan.
Zemřel 12., nebo 13. října 1904 na mrtvici. Přesné datum není známo, byl nalezen mrtvý třináctého v půl sedmé ráno – i když je možné, že skonal již dne předchozího. Je pohřbený na Městském hřbitově v Příbrami (pohřeb 15. října 1904; oddíl VIII, hrob 222).

## Ocenění
- čestný měšťan příbramský
- konsistorní rada
- rytíř řádu císaře Františka Josefa
- čestný člen Spolku – studentského fondu „Jungmannovo nadání“ v Příbrami